# Alain Berthoz
Cet article possède un paronyme, voir Alain Bertho.
Alain Berthoz (né le 18 février 1939 à Neuilly-sur-Seine) est un neurophysiologiste français.

## Biographie
Alain Berthoz est ingénieur diplômé de l'École nationale supérieure des mines de Nancy (N60).
Il est spécialiste de physiologie intégrative[Quoi ?]. Ses recherches portent sur le contrôle multisensoriel du regard, de l'équilibre, de la locomotion et de la mémoire spatiale.

## Diplômes et parcours
- Ingénieur civil des Mines de Nancy (1963)
- Docteur ès sciences naturelles (1973) (Paris)
- Directeur du Laboratoire de physiologie neurosensorielle du CNRS.
- Professeur au Collège de France de 1993 à 2009 (chaire de physiologie de la perception et de l'action)[3]